# Levan Korgalidze
Levan Korgalidze (géorgien : ლევან კორღალიძემ), né le 21 février 1980 à Tbilissi en Géorgie, est un footballeur international géorgien, qui évoluait au poste de milieu offensif avant de devenir entraîneur.

## Biographie

### Carrière de joueur
Levan Korgalidze dispute 13 matchs en Ligue des champions, pour deux buts inscrits, 7 matchs en Ligue Europa, et un match en Coupe Intertoto,.

### Carrière internationale
Levan Korgalidze compte trois sélections avec l'équipe de Géorgie en 2004. 
Il est convoqué pour la première fois par le sélectionneur national Gocha Tkebuchava  pour un match amical contre la Roumanie le 18 février 2004 (défaite 3-0). Il reçoit sa dernière sélection le 21 février 2004 contre l'Arménie (défaite 2-0).

## Palmarès
- Avec le Skonto Riga
  - Champion de Lettonie en 1999, 2000, 2001, 2002, 2003 et 2004
  - Vainqueur de la Coupe de Lettonie en 2000, 2001 et 2002

- Avec le Dacia Chișinău
  - Champion de Moldavie en 2011